# Monika Schwarz
Monika „Mo“ Schwarz (* 24. April 1946 in München) ist eine deutsche Schauspielerin.

## Leben
Nach dem Abitur 1965 studierte sie drei Semester Psychologie an der Freien Universität Berlin. 1967 bis 1970 nahm sie Schauspielunterricht an der Otto-Falckenberg-Schule in München. Sie gab ihr Debüt an den Münchner Kammerspielen und war danach acht Jahre am Bayerischen Staatsschauspiel engagiert. Am Schauspielhaus Wien war sie 1983/84 in der Rolle der Medea in Heiner Müllers Verkommenes Ufer Medeamaterial Landschaft mit Argonauten zu sehen.
Monika Schwarz wirkte in einigen Filmen und vielen Fernsehserien mit. Ihre Stimme ist im Bereich des Bayerischen Rundfunks als Sprecherin des Betthupferls bekannt. Sie ist mit dem Schauspieler Dieter Kirchlechner verheiratet.

## Filmografie
- 1971: Der Fall Eleni Voulgari
- 1973: Der Bastian (Serie)
- 1974: Okay S.I.R. (Serie): Einspielungen
- 1979: Der Durchdreher
- 1979: Der ganz normale Wahnsinn
- 1981: Der Wasserball von Schildershausen
- 1982: Die Pawlaks – Eine Geschichte aus dem Ruhrgebiet
- 1983: Reifenwechsel
- 1985: Neues aus Schildershausen – Schrombskis Tagebücher
- 1985: Männer
- 1987: Das Viereck
- 1988: Ein naheliegender Mord
- 1989: Die Männer vom K3 – Volle Deckung, Kopf runter!
- 1990: Liebesgeschichten (Serie)
- 1991: Tatort – Wer zweimal stirbt
- 1991: Ein Fall für zwei (Serie, Folge Kopfgeld)
- 1992: Abgetrieben
- 1992: Zürich – Transit
- 1993: Tatort – Gefährliche Freundschaft
- 1995–96: Die Flughafenklinik (Serie)
- 1996: Tatort – Heilig Blut
- 1997: Kap der guten Hoffnung
- 1997: Dr. Stefan Frank – Tödliche Pillen (Serie)
- 1997: Das Recht auf meiner Seite
- 1998: Polizeiruf 110: Spurlos verschwunden
- 1999: Kanadische Träume – Eine Familie wandert aus
- 2001: Diskret
- 2007: Gwendolyn